# Nyctemera corbeti
Nyctemera corbeti là một loài bướm đêm thuộc phân họ Arctiinae, họ Erebidae.